# Manuel Alcalde Fornieles
Manuel Alcalde Fornieles (Guadix, 31 de diciembre de 1956 – Ibídem, 23 de abril de 2004) fue un marchador español, policía de profesión y que representó a España 28 veces de las cuales dos fueron en los Juegos Olímpicos: 1984 y 1988. 
Su entrenador fue Moisés Llopart, con quien entrenó junto a Josep Marín y Jordi Llopart, en El Prat de Llobregat y residiendo en Viladecans, donde en el año 1987 en una prueba organizada por el Club Atletismo Viladecans, consiguió uno de sus mallores éxitos deportivos de su carrera al coronarse campeón de España de 50 km marcha derrotando a sus dos compañeros de entrenamiento y consiguiendo la mejor marca de su vida en esa prueba. Después de su retirada como atleta profesional entrenó a Paquillo Fernández hasta su fallecimiento en el año 2004, también fue entrenador de María Vasco. 

## Resultados
| Representando España      | Representando España              | Representando España            | Representando España | Representando España |
| Año                       | Competición                       | Lugar                           | Resultado            | Distancia            |
| ------------------------- | --------------------------------- | ------------------------------- | -------------------- | -------------------- |
| 1983                      | Copa del Mundo de Marcha Atlética | Bergen, Noruega                 | 10º                  | 50 km                |
| 1983                      | Campeonato Mundial de Atletismo   | Helsinki, Finlandia             | 15º                  | 50 km                |
| 1984                      | Juegos Olímpicos de Los Ángeles   | Los Ángeles, Estados Unidos     | 9º                   | 50 km                |
| 1985                      | Copa del Mundo de Marcha Atlética | Isla de Man, Isla de Man        | 9º                   | 50 km                |
| 1986                      | Campeonato Europeo de Atletismo   | Stuttgart, Alemania             | DNF                  | 50 km                |
| 1987                      | Campeonato Mundial de Atletismo   | Roma, Italia                    | DNF                  | 50 km                |
| 1988                      | Juegos Olímpicos de Seúl          | Seúl, Corea del Sur             | 25º                  | 50 km                |
| 1989                      | Copa del Mundo de Marcha Atlética | Hospitalet de Llobregat, España | 20º                  | 50 km                |
| DNF-No finaliza la prueba |                                   |                                 |                      |                      |